# Palpomya luxuriosa
Palpomya luxuriosa är en tvåvingeart som först beskrevs av Speiser 1911.  Palpomya luxuriosa ingår i släktet Palpomya och familjen bredmunsflugor. Inga underarter finns listade i Catalogue of Life.